# Pedro de Ursúa
Pedro de Ursúa (Arizkun, Navarra, 1526 – 1561) fou un conquistador d'Amèrica per a la Monarquia Hispànica del segle xvi. D'origen navarrès, va fundar el municipi colombià de Pamplona al Norte de Santander. Va ser assassinat en una expedició pels rius Marañón i Amazones, per diversos expedicionaris dirigits per Lope de Aguirre, que el va succeir com a cap.

## Biografia
El 1545, va ser nomenat Tinent de Governació de Nova Granada pel seu oncle, el jutge de residència Miguel Díez de Armendáriz. El seu primer acte de govern va ser la destitució de Montalvo de Lugo, governador encarregat a Santa Fe de Bogotà.
El 1548 va comandar una host de suport de dos-cents soldats a Pedro de La Gasca contra les tropes de Gonzalo Pizarro, però que en arribar a Tocaima van tornar a Santa Fe doncs Pizarro havia mort a la batalla de Jaquijahuana. Ursúa va destacar en la pacificació dels panches al sud-occident de Santa Fe. Va ser enviat en comissió per Armendáriz a reconèixer el nord del Nou Regne, va fundar amb Ortún Velázquez de Velasco la vila de Pamplona en 1549. Quan torna a Santa Fe, la recentment fundada Reial Audiència li encarrega de pacificar el país dels muzos. Derrotats els muzos, Ursúa funda la ciutat de Tudela, la qual va ser destruïda pels indis derrotats poc temps després.
Davant les acusacions contra el seu oncle, Ursúa accepta el càrrec de Jutge Major a Santa Marta, amb l'objectiu de pacificar els tairons. Quan torna, Armendáriz és detingut després d'un judici de residència, i també pesen acusacions sobre el mateix Ursúa.
A Nombre de Dios és novament nomenat Jutge Major al servei d'Andrés Hurtado de Mendoza, Primer Marquès de Cañete, que havia estat nomenat nou Virrei del Perú amb la finalitat de reprimir una rebel·lió de cimarrons. Després d'una esgotadora campanya que van portar a una negociació final entre els cimarrons i els espanyols, capturen el líder cimarró Bayano per ser jutjat a Espanya.
Després de l'èxit de l'expedició, Ursúa acompanya Hurtado de Mendoza a Lima. Allà organitza una nova expedició per trobar El Dorado pel riu Marañón, descobert anys abans per Francisco de Orellana. Va partir acompanyat per la seva amant Inés de Atienza, però van ser assassinats per diversos expedicionaris, dirigits per Lope de Aguirre, l'1 de gener de 1561.
Aguirre va continuar com a cap de l'expedició i es va proclamar en rebel·lia contra la corona espanyola.